# Puccinia vilfae
Puccinia vilfae ist eine Ständerpilzart aus der Ordnung der Rostpilze (Pucciniales). Der Pilz ist ein Endoparasit von Verbenen sowie von Sporobolus-Süßgräsern. Symptome des Befalls durch die Art sind Rostflecken und Pusteln auf den Blattoberflächen der Wirtspflanzen. Sie kommt im Osten Nordamerikas und im südlichen Afrika vor.

## Merkmale

### Makroskopische Merkmale
Puccinia vilfae ist mit bloßem Auge nur anhand der auf der Oberfläche des Wirtes hervortretenden Sporenlager zu erkennen. Sie wachsen in Nestern, die als gelbliche bis braune Flecken und Pusteln auf den Blattoberflächen erscheinen.

### Mikroskopische Merkmale
Das Myzel von Puccinia vilfae wächst wie bei allen Puccinia-Arten interzellulär und bildet Saugfäden, die in das Speichergewebe des Wirtes wachsen. Die Aecien der Art besitzen 24–28 × 19–24 µm große, farblose Aeciosporen mit runzliger Oberfläche und eckig-kugeliger bis ellipsoider Form. Die gelblichen Uredien der Art wachsen beidseitig auf den Blättern der Wirtspflanzen. Ihre farblosen Uredosporen sind ellipsoid bis eiförmig, 30–43 × 20–27 µm groß und fein stachelwarzig. Die beidseitig wachsenden Telien sind dunkelbraun, früh unbedeckt und klein. Die haselnussbraunen Teliosporen sind zweizellig, langellipsoid bis ellipsoid und 40–53 × 21–28 µm groß; ihre Stiele sind meist gelblich und bis zu 140 µm lang.

## Verbreitung
Das bekannte Verbreitungsgebiet von Puccinia vilfae umfasst die USA östlich der Rocky Mountains, Mexiko und Südafrika.

## Ökologie
Die Wirtspflanzen von Puccinia vilfae sind Verbenen (Verbenia spp.) für den Haplonten sowie Sporobolus-Arten für den Dikaryonten. Der Pilz ernährt sich von den im Speichergewebe der Pflanzen vorhandenen Nährstoffen, seine Sporenlager brechen später durch die Blattoberfläche und setzen Sporen frei. Die Art verfügt über einen Entwicklungszyklus mit Telien, Uredien, Spermogonien und Aecien und macht einen Wirtswechsel durch.